# Демография
Демографията е наука за динамиката на човешката популация. Тя обхваща въпросите, свързани с големината, структурата и разпределението на населението. Наблюдава процесите на раждане, смърт, възпроизводство, миграция, застаряване. Установява зависимости при населението от гледна точка на образование, етническа идентичност, религия, социална принадлежност. Най-общо демографията е наука за населението. Терминът „демография“ е образуван от две старогръцки думи „демос“ – народ и „графос“ – описание и означава „народоописание“.

## Демографски статистики
- Най-големи градски агломерации: Токио, Мексико Сити, Сеул, Ню Йорк, Сао Пауло, Бомбай

- Езици (по данни от 2000 г.)
  - мандарин (китайски) 14,37%
  - хинди (индийски) 6,02%
  - английски 5,61%
  - испански 5,59%
  - бенгалски (индийски) 3,4%
  - португалски 2,76%
  - руски 2,63%
  - японски 2,06%
  - немски 1,64%
  - корейски 1,28%
  - френски 1,27%
  - други

- Религия (по данни от 2002 г.)
  - християнство 32,71%
  - ислям 19,67%
  - атеисти 14,84%
  - индуизъм 13,28%
  - будизъм 5,84%
  - други религии 13,05%

- Население (по данни от 2022 г.)
  - Общо – 7 753 125 221
  - Гъстота 42 (на сушата)

- Валути – щатски долар, японска йена, евро, британски паунд, други

- Брутен вътрешен продукт (по данни от 2003 г.)
  - Паритет на покупателната способност: Общо – 51 656 251 000 000 международни долари (IND)
  - на човек – 8236 IND
  - Номинален: 36 356 240 000 000 щатски долара (USD)
  - на човек – 5797 USD